# Saison 2010-2011 du Paris Saint-Germain
Maillots
Chronologie
Saison précédente Saison suivante
La saison 2010-2011 du Paris Saint-Germain est la 37e saison consécutive du club de la capitale en première division. L'équipe est entraînée depuis 2009 par Antoine Kombouaré. Le PSG finit quatrième du championnat, finaliste de la coupe de France et atteint les huitièmes de finale de la Ligue Europa.

## Avant-saison

### Transferts
Le Paris Saint-Germain recrute trois joueurs du championnat français, tous pour trois ans : Mathieu Bodmer, milieu défensif vice-champion de France avec l'Olympique lyonnais pour une somme avoisinant 3,5 millions d'euros plus bonus, et le brésilien Nenê, milieu gauche de l'AS Monaco pour 5,5 millions d'euros,.
Annoncé depuis le début du mercato, Siaka Tiéné signe le 31 août 2010, dernier jour de mercato. Son transfert aurait dû être accompagné de celui du défenseur central monténégrin Marko Baša mais son arrivée n'a pu se faire. Le gardien Alphonse Areola et le milieu de terrain malien Adama Touré, issus de l'équipe réserve, intègrent le groupe professionnel.
Seuls départs marquants durant l'été, les fins de contrat du troisième gardien Willy Grondin et du jeune Maxime Partouche. Trois joueurs sont prêtés, Loris Arnaud à l'Angers SCO, Granddi Ngoyi au Stade brestois et Younousse Sankharé au Dijon FCO.
Après avoir été prêté à Ankaragücü la saison passée puis écarté du groupe professionnel, Jérôme Rothen résilie son contrat avec le club le 19 octobre 2010. Mateja Kežman décide lui aussi de résilier son contrat le 3 novembre 2010. Durant le mercato hivernal, Stéphane Sessègnon est vendu au club anglais de Sunderland, pour une somme de près de 7 millions d'euros.
| Nom                | Nationalité   | Transfert                        | Provenance/Destination | Division           |
| ------------------ | ------------- | -------------------------------- | ---------------------- | ------------------ |
| Arrivées           |               |                                  |                        |                    |
| Mathieu Bodmer     | France        | Transfert (3,5 millions d'euros) | Olympique lyonnais     | Ligue 1            |
| Luis Nenê          | Brésil        | Transfert (5,5 millions d'euros) | AS Monaco              | Ligue 1            |
| Siaka Tiéné        | Côte d'Ivoire | Transfert (1,5 million d'euros)  | Valenciennes FC        | Ligue 1            |
| Loris Arnaud       | France        | Fin du prêt                      | Clermont Foot          | Ligue 2            |
| Départs            |               |                                  |                        |                    |
| Willy Grondin      | France        | Fin de contrat                   | Retraite               |                    |
| Maxime Partouche   | France        | Fin de contrat                   | Paniónios GSS          | Superleague Elláda |
| Granddi Ngoyi      | France        | Prêt                             | FC Nantes              | Ligue 2            |
| Loris Arnaud       | France        | Prêt                             | Angers SCO             | Ligue 2            |
| Younousse Sankharé | France        | Prêt                             | Dijon FCO              | Ligue 2            |

| Nom                | Nationalité | Transfert                      | Provenance/Destination | Division                 |
| ------------------ | ----------- | ------------------------------ | ---------------------- | ------------------------ |
| Départs            |             |                                |                        |                          |
| Mateja Kežman      | Serbie      | Rupture de contrat             | South China AA         | Hong Kong First Division |
| Jérôme Rothen      | France      | Rupture de contrat             | SC Bastia              | Ligue 2                  |
| Stéphane Sessègnon | Bénin       | Transfert (7 millions d'euros) | Sunderland AFC         | Premier League           |

## Compétitions

### Championnat

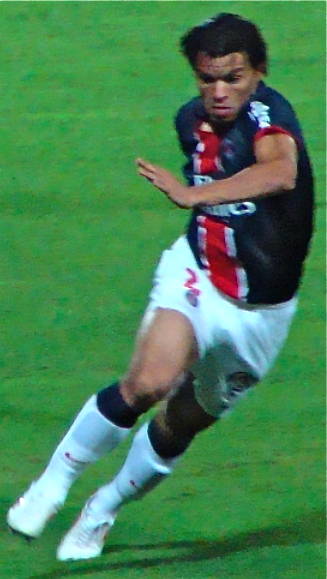
Marcos Ceará sous le maillot parisien.

La saison 2010-2011 de Ligue 1 est la soixante-treizième édition du championnat de France de football et la neuvième sous l'appellation « Ligue 1 ». La division oppose vingt clubs en une série de trente-huit rencontres. Les meilleurs de ce championnat se qualifient pour les coupes d'Europe que sont la Ligue des Champions (le podium) et la Ligue Europa (le quatrième et les vainqueurs des coupes nationales). Le Paris Saint-Germain participe à cette compétition pour la trente-huitième fois de son histoire et la trente-septième depuis la saison 1974-1975.
Les favoris des bookmakers du PMU pour le titre en fin de saison sont l'Olympique de Marseille (OM), tenant du titre, et son dauphin, l'Olympique lyonnais (OL), tandis que les Girondins de Bordeaux, champions de France 2008-2009, et le Lille OSC sont les principaux outsiders.
Les relégués de la saison précédente, Le Mans UC 72 désormais connu sous l’appellation Le Mans FC, l'US Boulogne CO et le Grenoble Foot 38, sont remplacés par le Stade Malherbe de Caen, champion de Ligue 2 en 2009-2010, le Stade brestois 29, de retour en première division après dix-neuf ans d'absence, et l'AC Arles-Avignon qui accède pour la première fois à l'élite du football français après quatre promotions en cinq ans. 

#### Classement et statistiques
Extrait du classement de Ligue 1 2010-2011
| Rang | Équipe                 | Pts | J  | G  | N  | P  | Bp | Bc | Diff |
| --- | ---------------------- | --- | -- | -- | -- | -- | -- | -- | ---- |
| 1 | Lille OSC              | 76  | 38 | 21 | 13 | 4  | 68 | 36 | +32  |
| 2 | Olympique de Marseille | 68  | 38 | 18 | 14 | 6  | 62 | 39 | +23  |
| 3 | Olympique lyonnais     | 64  | 38 | 17 | 13 | 8  | 61 | 40 | +21  |
| 4 | Paris SG               | 60  | 38 | 15 | 15 | 8  | 56 | 41 | +15  |
| 5 | FC Sochaux-Montbéliard | 58  | 38 | 17 | 7  | 14 | 60 | 43 | +17  |
| 6 | Stade rennais          | 56  | 38 | 15 | 11 | 12 | 38 | 35 | +3   |
| 7 | Girondins de Bordeaux  | 51  | 38 | 12 | 15 | 11 | 43 | 42 | +1   |
| - Phase de groupes de la Ligue des Champions 2011-2012 - Barrages de la Ligue des Champions 2011-2012 - Barrages de la Ligue Europa 2011-2012 - Troisième tour préliminaire de la Ligue Europa 2011-2012 |                        |     |    |    |    |    |    |    |      |

### Trophée des champions
| Mercredi 28 juillet 2010 | Olympique de Marseille (L1)                           | 0 – 0           | Paris SG                                              | Stade du 7-Novembre Radès, Tunisie              |                                                 |
| 20:45                    |                                                       | (0 – 0)         |                                                       | Spectateurs : 56 237 Arbitrage : Aouaz Trabelsi | Spectateurs : 56 237 Arbitrage : Aouaz Trabelsi |
| 20:45                    | Rapport                                               |                 |                                                       | Spectateurs : 56 237 Arbitrage : Aouaz Trabelsi | Spectateurs : 56 237 Arbitrage : Aouaz Trabelsi |
| 20:45                    | Taiwo · Ben Arfa · Lucho · Kaboré · Gnabouyou · Cissé | Tirs au but 5-4 | Luyindula · Jallet · Nenê · Kežman · Makelele · Giuly | Spectateurs : 56 237 Arbitrage : Aouaz Trabelsi | Spectateurs : 56 237 Arbitrage : Aouaz Trabelsi |

### Coupe de France
La coupe de France 2010-2011 est la 94e édition de la coupe de France, une compétition à élimination directe mettant aux prises les clubs de football amateurs et professionnels à travers la France métropolitaine et les DOM-ROM. Elle est organisée par la FFF et ses ligues régionales. Cette saison, le nombre d'équipes engagées dans la compétition a atteint un nouveau record avec 7 449 participants.

### Coupe de la Ligue
La Coupe de la Ligue 2010-2011 est la 17e édition de la Coupe de la Ligue, compétition à élimination directe organisée par la Ligue de football professionnel (LFP) depuis 1994, qui rassemble uniquement les clubs professionnels de Ligue 1, Ligue 2 et National. Depuis 2009, la LFP a instauré un nouveau format de coupe plus avantageux pour les équipes qualifiées pour une coupe d'Europe.

### Ligue Europa
La Ligue Europa 2010-2011 est la deuxième édition de la Ligue Europa, compétition européenne inter-clubs qui remplace la Coupe UEFA. Par rapport à cette dernière, la Ligue Europa offre des tours préliminaires élargis et une phase de groupes s'inspirant de la Ligue des Champions avec un mini-championnat aller-retour de 4 équipes. Les équipes sont qualifiées en fonction de leurs bons résultats en championnat ou coupe nationale. Le tenant du titre est l'Atlético de Madrid, formation espagnole vainqueur des Londoniens de Fulham deux buts à un au Hamburg Arena de Hambourg.

#### Parcours en Ligue Europa
Le PSG se qualifie pour la phase de groupe, en battant le Maccabi Tel Aviv 2-0 à domicile au match aller, puis en assurant la qualification au match retour, malgré la défaite 4-3 en Israël.
| Rang | Équipe            | Pts | J | G | N | P | Bp | Bc | Diff |  | Résultats (▼ dom., ► ext.) |     |     |     |     |
| ---- | ----------------- | --- | - | - | - | - | -- | -- | ---- |  | -------------------------- | --- | --- | --- | --- |
| 1    | Paris SG          | 12  | 6 | 3 | 3 | 0 | 9  | 4  | +5   |  | Paris SG                   |     | 4-2 | 0-0 | 2-0 |
| 2    | Séville FC        | 10  | 6 | 3 | 1 | 2 | 10 | 7  | +3   |  | Séville FC                 | 0-1 |     | 2-2 | 4-0 |
| 3    | Borussia Dortmund | 9   | 6 | 2 | 3 | 1 | 10 | 7  | +3   |  | Borussia Dortmund          | 1-1 | 0-1 |     | 3-0 |
| 4    | Karpaty Lviv      | 1   | 6 | 0 | 1 | 5 | 4  | 15 | -11  |  | Karpaty Lviv               | 1-1 | 0-1 | 3-4 |     |

Le tirage au sort des seizièmes de finale a eu lieu le 17 décembre 2010.

### Matchs officiels de la saison
Le tableau ci-dessous retrace dans l'ordre chronologique les 60 rencontres officielles jouées par le Paris Saint-Germain durant la saison. Le club parisien a participé au match du Trophée des Champions, aux 38 journées du championnat ainsi qu'à 6 tours de Coupe de France, 3 rencontres en Coupe de la Ligue et 12 matchs sur le plan européen, via la Ligue Europa. Les buteurs sont accompagnés d'une indication entre parenthèses sur la minute de jeu où est marqué le but et, pour certaines réalisations, sur sa nature (penalty ou contre son camp).
Le bilan général de la saison est de 26 victoires, 22 matchs nuls et 12 défaites.

## Joueurs et encadrement technique

### Statistiques collectives
| Compétition           | Débute au tour | Termine       | Matches joués | Gagnés | Nuls | Perdus | Buts pour | Buts contre | Différence |
| --------------------- | -------------- | ------------- | ------------- | ------ | ---- | ------ | --------- | ----------- | ---------- |
| Ligue 1               | -              | 4e            | 38            | 15     | 15   | 8      | 56        | 41          | +15        |
| Coupe de France       | 1/32 de finale | Finale        | 6             | 5      | 0    | 1      | 17        | 6           | +11        |
| Coupe de la Ligue     | 1/8 de finale  | Demi-finale   | 3             | 2      | 0    | 1      | 5         | 3           | +2         |
| Trophée des champions | -              | Finale        | 1             | 0      | 1    | 0      | 0         | 0           | 0          |
| Ligue Europa          | Barrages       | 1/8 de Finale | 12            | 4      | 6    | 2      | 18        | 13          | +5         |
| Total                 | -              | -             | 60            | 26     | 22   | 12     | 96        | 63          | +33        |

### Statistiques individuelles
| Passeur          | Total |
| ---------------- | ----- |
| Nenê             | 15    |
| Ludovic Giuly    | 10    |
| Guillaume Hoarau | 8     |
| Mathieu Bodmer   | 5     |
| Peguy Luyindula  | 4     |
| 2 joueurs        | 3     |
| 2 joueurs        | 2     |
| 7 joueurs        | 1     |

| Buteur           | Total |
| ---------------- | ----- |
| Nenê             | 20    |
| Guillaume Hoarau | 20    |
| Mathieu Bodmer   | 10    |
| Mevlüt Erding    | 9     |
| Peguy Luyindula  | 8     |
| Ludovic Giuly    | 6     |
| 2 joueurs        | 4     |
| 2 joueurs        | 3     |
| 1 joueur         | 2     |
| 2 joueurs        | 1     |

L'attaquant Mevlüt Erding est le joueur le plus utilisé de la saison avec 54 matchs joués sur 60 au total. Luis Nenê et Guillaume Hoarau sont les joueurs les plus prolifiques en termes de buts avec 20 réalisations chacun. En championnat, Nenê marque 14 buts, se classant dixième et Hoarau en inscrit 9 et se classe à la 19e place. C'est le Lillois Moussa Sow qui finit premier de ce classement avec 25 buts, suivi par le Lorientais Kevin Gameiro (22 buts) et le Valenciennois Grégory Pujol (17 buts).
Pour ce qui est des passes décisives, Nenê en réalise 15, dont 7 en championnat, se retrouvant douzième au classement des meilleurs passeurs. Ludovic Giuly, avec 10 passes au total dont 8 en championnat, se classant ainsi septième, Nenê. Le Sochalien Marvin Martin finit premier au classement avec 17 passes, devant le Lorientais Morgan Amalfitano et le Niçois Anthony Mounier.
Avec 16 cartons jaunes et un rouge, Clément Chantôme est le Parisien le plus averti de la saison.

## Tactique
| \| Edel 30 Jallet 26 Armand 22 Sakho 3 Tiéné 5 Makelele 4 Chantôme 20 Nenê 10 Giuly 7 Erding 11 Hoarau 9 \| L'équipe type de la saison en 4-4-2. |
| Edel 30 Jallet 26 Armand 22 Sakho 3 Tiéné 5 Makelele 4 Chantôme 20 Nenê 10 Giuly 7 Erding 11 Hoarau 9                                            |

Équipe type de la saison selon le nombre de minutes jouées :
| Nombre d'utilisation | Formation | Type de matchs                          |
| -------------------- | --------- | --------------------------------------- |
| 41                   | 4-4-2     | L1 (26), C3 (8), CL (3), CF (3), TC (1) |
| 19                   | 4-2-3-1   | L1 (12), C3 (4), CF (3)                 |

| no | Joueur            | Nat. | Poste             | MJ   | Doublure           | MJ   |
| -- | ----------------- | ---- | ----------------- | ---- | ------------------ | ---- |
| 30 | Apoula Edel       |      | Gardien de but    | 3296 | Grégory Coupet     | 2104 |
| 26 | Christophe Jallet |      | Latéral droit     | 4349 | Marcos Ceará       | 2532 |
| 22 | Sylvain Armand    |      | Défenseur central | 3875 | Sammy Traoré       | 282  |
| 3  | Mamadou Sakho     |      | Défenseur central | 4264 | Zoumana Camara     | 2999 |
| 5  | Siaka Tiéné       |      | Latéral gauche    | 3548 |                    |      |
| 4  | Claude Makelele   |      | Milieu défensif   | 3575 | Jérémy Clément     | 2384 |
| 20 | Clément Chantôme  |      | Milieu défensif   | 3645 | Mathieu Bodmer     | 2695 |
| 7  | Ludovic Giuly     |      | Ailier droit      | 2945 | Stéphane Sessègnon | 1271 |
| 10 | Luis Nenê         |      | Ailier gauche     | 4372 | Tripy Makonda      | 628  |
| 11 | Mevlüt Erding     |      | Attaquant         | 3462 | Jean-Eudes Maurice | 676  |
| 9  | Guillaume Hoarau  |      | Attaquant         | 3679 | Peguy Luyindula    | 2072 |

## Aspects juridiques et économiques

### Équipementiers et sponsors
La tenue est encore cette année fournie par l'équipementier Nike. Cette 
association dure depuis 1989.

Nous retrouvons comme partenaires :
- la compagnie aérienne Emirates, en sponsor principal du maillot
- l'opérateur d'électricité et de gaz Poweo, sur la manche gauche du maillot
- l'opérateur de téléphonie Orange, sur la manche droite du maillot
- le site de poker en ligne Winamax, sur le derrière du maillot
- le groupe français de restauration Elior, sur le short

## Équipe réserve

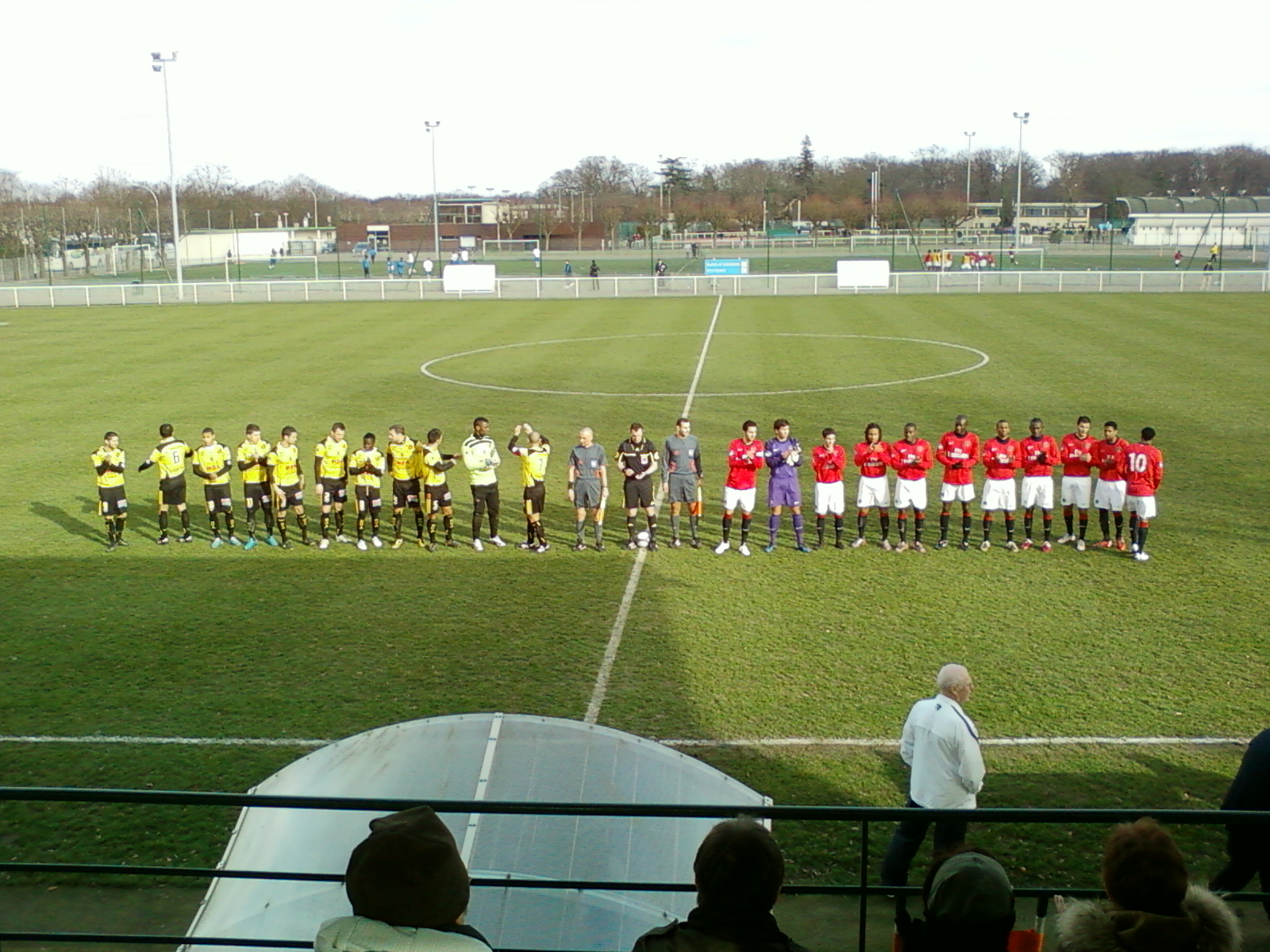
L'équipe réserve (en rouge) lors du match face à Monts d'Or Azergues Foot le 6 février 2011 au Camp des Loges.

L'équipe réserve du Paris Saint-Germain sert de tremplin vers le groupe professionnel pour les jeunes du centre de formation du camp des Loges ainsi que de recours pour les joueurs de retour de blessure ou en manque de temps de jeu. Elle est entraînée par Bertrand Reuzeau depuis 2007.

Pour la saison 2010-2011, elle évolue dans le groupe B du championnat de France amateur, soit le quatrième niveau de la hiérarchie du football en France. Après une quatrième place obtenue l'année précédente dans le groupe B, les parisiens finissent à la huitième place. La réserve parisienne est déplacée dans le groupe A de CFA pour la saison 2011-2012.
Le meilleur buteur de la réserve parisienne est le international français U18 issu de la formation du club, Jean-Christophe Bahebeck, avec 11 réalisations.
| Rang | Équipe            | Pts | J  | G  | N  | P  | Bp | Bc | Diff |
| ---- | ----------------- | --- | -- | -- | -- | -- | -- | -- | ---- |
| 6    | CSO Amnéville     | 81  | 32 | 13 | 10 | 9  | 50 | 45 | +5   |
| 7    | FC Bourg-Péronnas | 79  | 32 | 12 | 11 | 9  | 50 | 48 | +2   |
| 8    | Paris SG rés.     | 78  | 32 | 13 | 7  | 12 | 55 | 41 | +14  |
| 9    | AJ Auxerre rés.   | 76  | 32 | 10 | 14 | 8  | 41 | 32 | +9   |
| 10   | Jura Sud Foot     | 76  | 32 | 13 | 5  | 14 | 35 | 42 | -7   |